# João Henrique Caldas
João Henrique Holanda Caldas, dit JHC, né le 22 juillet 1987 à Maceió est un politicien brésilien. Membre du Parti socialiste brésilien (PSB), il est député fédéral pour l'Alagoas de 2015 au 31 décembre 2020. Le lendemain, il prend ses fonctions de Maire de Maceió.

## Vie personnelle
JHC est avocat de profession. Son père João Caldas da Silva fut député fédéral à deux reprises.

## Carrière politique
En 2014, JHC est élu député fédéral de son état natal l'Alagoas. En 2016, il vote en faveur de la destitution de la Présidente Dilma Rousseff.
En 2015, il rejoint le PSB. Il est alors candidat à la Mairie de Maceió. Il termine troisième, obtenant 21,78 % des voix.
En 2018, il est réélu député avec l'étiquette du PSB. Il est alors candidat à la Présidence de la Chambre des députés. Il termine quatrième, recevant 30 voix.
En 2020, il est de nouveau candidat à la Mairie de Maceió. Au premier tour, il termine second, recevant 28,56 % des voix. Il affronte au second tour Alfredo Gaspar De Mendonça, le candidat du MDB. Il s'impose finalement au second tour, recevant 58,64 % des voix. Il succède alors au Maire Rui Palmeira, un membre du PSDB.
En 2022, il quitte le PSB entre les deux tours de l'élection présidentielle, rejoint le PL et annonce son soutien à la réélection du Président sortant Jair Bolsonaro.